# Callitris rhomboidea
Callitris rhomboidea é uma espécie de conífera da família Cupressaceae.
Apenas pode ser encontrada na Austrália.